# Angela Tomaselli

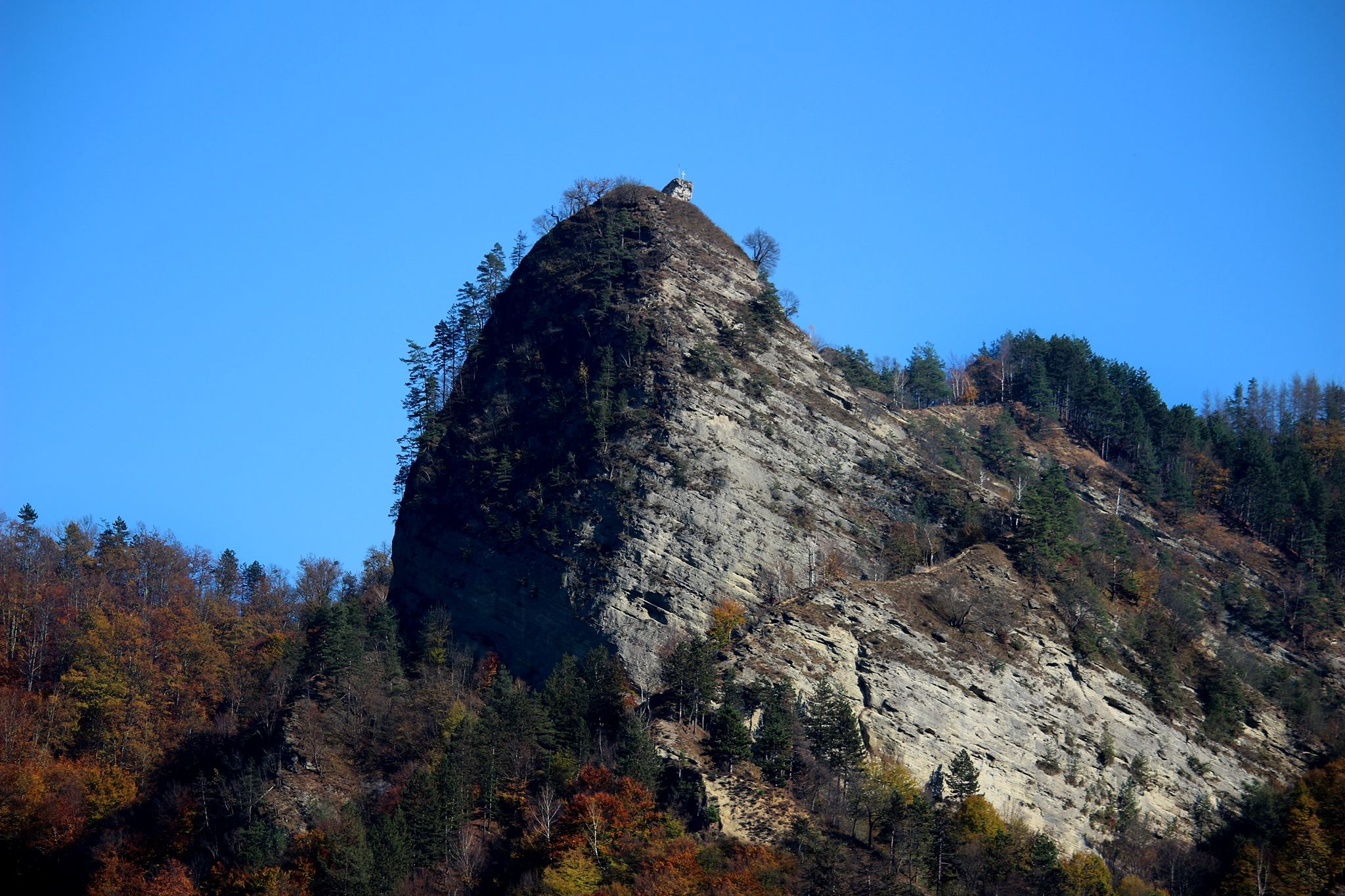
Vârful muntos Țurțudan, orașul Brezoi

Angela Tomaselli (n. 5 noiembrie 1943, Brezoi, România) este o artistă română cu origini italiene și germane, născută la poalele Țurțudanului.

## Studii
Este absolventă a Institutului de Arte Plastice „Nicolae Grigorescu” din București, secția artă monumentală (prof. G. Popescu, Simona Vasiliu Chintila, Ștefan Szönyi, Costin Ioanid, Eugen Schileru, Adina Nanu), promoția 1961-1967.

## Carieră
Debutează în 1969 la Expoziția Republicană de la București și din 1967 până în 1970 este muzeografă la Muzeul de Artă Modernă și Contemporană din Galați, iar din 1970 este profesoară la Liceul de Artă din Galați. Este membră a Uniunii Artiștilor Plastici din România din 1971.

## Aprecieri
„Spiritul de observație, capacitatea de a surprinde esența lucrurilor ne transmit sentimentul unui spectacol viu la care participăm, în mod virtual, la trasarea ultimelor tușe de culoare. Dar, în spatele acestor compoziții dinamice, cu un desen atât de sigur, și de personal, unde pata de culoare pare a se așterne de la sine, se află nenumăratele caiete de schițe – un exercițiu continuu, făcut cu o disciplină remarcabilă de mai bine de 50 de ani”. - critic și istoric de artă Maria Magdalena Crișan
,,Titlurile ciclurilor de lucrări ale Angelei Tomaselli definesc un univers complex, intens subiectiv, în care se împletesc cele doua filoane motivaționale: cel al patrimoniului cultural, disponibil ca sursă de teme si soluții formale și cel al experienței personale, ambele citite ca o arheologie a subiectului. Ansamblul mitologiilor sale subiective este guvernat de aceeași libertate, provenind din constelații mitice diferite – universul folclorului, mai curând narativ decât plastic, o istorie deja îndepărtată, absorbită de mit, a medievalității bizantine, în spatele căreia se află, motivând-o, sacralitatea creștină, iar la antipod, actualitatea unui cotidian prezent, lecturat prin deschiderea sa culturală,restrictiv lirică, veselă și nostalgică.” - Alexandra Titu

## Expoziții

### Expoziții personale în țară
Galați (1970, 1975, 1989, 2000), București (1974, 1977, 1988, 1993, 1996, 1998, 2000, 2002, 2004, 2006, 2007, 2009, 2011), Brăila (1975), Iași (1999), Râmnicu Vâlcea (2002, 2003, 2005), Dej (2002), Aiud, Bistrița, Timișoara (2003), Fălticeni (2009), Sibiu (2009), Brezoi (2009), Bacău (2011), Cluj-Napoca (2004, 2013 - Galeria Artexpert).

### Expoziții personale în străinătate
Italia (Roma, 1983; Predazzo, 2001), Germania (Koblenz, 2002; Berlin, 2003); Belgia (Hane, 2004; Bruxelles), Franța, Spania (Madrid), Suedia (Stockholm), Franța (Orleans, Tours - 1997, Indres, Loire, Tours, Quissac - 2001, Catalaine, Paris, Tour - 2002); Carnavalul de la Veneția (2000); Târgul Internațional de Artă Vizuală (București, 2000, 2001, 2002); Salonul Național de Artă (București, 2001, 2006); Expoziția Internațională (Paris, 2003).

### Expoziții de artă contemporană românească
Moscova, Budapesta, Atena, Chișinău, Viena, Veneția, Maastricht, Bruxelles, Washington, New York.

### Tabere de creație
Strehaia, Mehedinți; Moinești, Bacău; Blasova, Brăila (2000); Dealul Malului, Rm. Vâlcea; Tabăra internațională de artă I.M. Klein, Blaj; Aiud; Tabăra Internațională de pictură Lucian Grigorescu, Medgidia; Balcic, Bulgaria; Stagiu pe Valea Loarei, Franța; Panaci, Vatra Dornei; Sighișoara; Negrești-Oaș; Golubac, Serbia; Brădișor, Vâlcea (2005).

### Călătorii de studiu
Cehoslovacia, Ungaria, Italia, Belgia, Franța, Grecia, Turcia, Suedia, Germania, SUA.
Lucrări în colecții publice din România și Republica Moldova.
Lucrări în colecții particulare din Australia, Coreea, Danemarca, Franța, Germania, Italia, Mauritius, România și SUA.

## Premii și distincții
- Premiul I pentru pictură (București, 1976)
- Premiul UAP Moldova (Saloanele Moldovei, 1995)
- Premiul Muzeului de Artă (Saloanele Moldovei, Bacău, 1995)
- Marele premiu la Salonul de Sud (UAP Vâlcea, 1998)
- 1999 – Woman of the Year (nominalizare)
- Diploma de Onoare cu Mențiunea specială a Juriului (Salon International d’Art, Quissac, Franța, 2001)
- Cetățean de onoare al orașului Brezoi (2009).[4]

## Galerie imagini
|  |  |  |  |  |